# Васильев, Юрий Вячеславович
Юрий Вячеславович Васильев (1931—2001) — советский писатель, публицист.

## Биография
Родился в 1931 году.
С 1945 года жил на Колыме, где окончил среднюю школу в посёлке Ягодное. Затем учился в Москве, в Ветеринарной академии, которую окончил в 1955 году и вернулся в Магаданскую область; работал зоотехником в совхозе «Дукча», преподавал в Магаданском сельхозтехникуме; был также радиожурналистом.
В 1960 году в серии «Лучшие люди Магаданской области» появились его первые очерки «Есть такая бригада» и «Даша»; в 1961 году был напечатан сборник очерков «Когда не хочется ставить точку…». В 1964 году появился роман «Твой шаг на земле» и в 1965 году он был принят в члены Союза писателей СССР. В 1966 году был напечатан его второй роман «„Карьера“ Русанова», получивший широкую известность и неоднократно переиздававшийся. В 1974 году была напечатана повесть «Право на легенду» (М.: Современник, 1974. — 183 с.).
Автор книг очерков: «Чудес не бывает» (1967), «Горняки» (1970, 1984), «Транспортники» (1971), «Металл и руки» (1972), «Северная сталь» (1974). Повести и рассказы Ю. В. Васильева публиковались в альманахе «На Севере Дальнем», в журнале «Дальний Восток».
В 1970-е гг. была написана трилогия «Ветер в твои паруса», «Капитаны остаются на корабле», «Дом Варга» (Магадан: Кн. изд-во, 1972. — 198 с.).
В 1969—1974 гг. Ю. В. Васильев был ответственным секретарём Магаданского отделения Союза писателей РСФСР.
В начале 1980-х годов переехал в Москву, где написал ряд документальных повестей: о сталеваре завода «Азовсталь» Г. Я. Горбане (Дари огонь. — М. : Профиздат, 1985. — 319 с.); о дважды Герое Социалистического Труда токаре В. М. Ярыгине (Черный хлеб счастья. — М. : Профиздат, 1990. — 349 с. : портр. — ISBN 5-255-00141-4). В издательстве «Армада» были напечатаны его несколько детективов: «Победителя не будет» (1996), «Сын палача» (1997).
Умер 26 декабря 2001 года.